# 李万根
李 万根（イ・マングン、朝鮮語: 이만근、1913年1月11日 - 1959年9月2日）は、日本統治時代の朝鮮、大韓民国、朝鮮民主主義人民共和国の実業家、警察官僚、政治家。制憲韓国国会議員。

## 経歴
忠清北道清原郡出身。清州公立高等普通学校を卒業後、1937年に同志社大学法学部経済学科卒。光復後は米軍政庁警務部官房勤務を経て、行政官補官房庶務課長、監察官、総警補官房長、第1管区警察庁副庁長（1947年8月より）、制憲国会議員、国会内務治安委員会委員、無所属議員からなる国策研究会メンバー、国会治安・民政視察団（慶尚道）メンバーを務めた。1949年9月に民主国民党に入党し、1950年4月に趙炳玉を次期国務総理に推薦したが、朝鮮戦争中の1950年7月2日にソウルで北朝鮮に拉致され、西大門刑務所に収容された。その後は在北平和統一促進協議会中央委員を務めた。
1959年5月に咸鏡北道の会寧農場に移住したが、同年9月2日に亡くなった。